# Virtua Cop 2
Virtua Cop 2 is een computerspel dat als arcadespel werd uitgebracht in 1995. Een jaar later werd het geporteerd naar de Sega Saturn. In 1997 verscheen een versie voor Windows, en in 2000 kwam het uit op de Sega Dreamcast.

## Trivia
- Het spel is opgenomen in het boek 1001 Video Games You Must Play Before You Die van Tony Mott.